# Low-Barrier Hydrogen Bond

Energieprofile für verschiedene Wasserstoffbrückenbindungstypen zwischen Sauerstoffheteroatomen. Standard-Wasserstoffbrückenbindungen sind asymmetrisch, wobei der Wasserstoff mit einem Heteroatom assoziiert ist. Wenn der pK_{a} zwischen den Heteroatomen gleich ist, bildet sich eine symmetrische Wasserstoffbindung, wobei der Wasserstoff sich im Gleichgewicht zwischen zwei Stellen befindet. Bei kürzeren Entfernungen ist die Barriere zwischen den beiden Energieminima niedrig genug, dass der Wasserstoff ebenso wie im LBHB oder im single-well hydrogen bond gebunden wird.

Ein Low-Barrier Hydrogen Bond (LBHB, deutsch: Wasserstoffbrückenbindung mit geringer Energiebarriere) ist eine spezielle Art der Wasserstoffbrückenbindung. LBHB können auftreten, wenn der pKa-Wert der beiden Heteroatome genau übereinstimmt, wodurch das Wasserstoffatom zwischen ihnen gleichmäßiger genutzt werden kann. Dieser Wasserstoffaustausch führt zur Bildung besonders kurzer, starker Wasserstoffbrückenbindungen mit in der Gasphase gemessener freier Bildungsenthalpie von −40 bis −80 kJ/mol.

## Eigenschaften

In dieser makrocyclischen Verbindung vom Aza-Krone-Typ sitzt ein Proton zwischen zwei Amidcarbonylsauerstoffatomen, die sich im Abstand von 2,45 Å zueinander befinden.

Standard-Wasserstoffbrückenbindungen sind länger und das Proton gehört eindeutig zu einem der Heteroatome. Wenn der pKa-Wert der Heteroatome genau übereinstimmt, wird ein LBHB in einem kürzeren Abstand (≈ 2,55 Å) möglich. Wenn der Abstand weiter abnimmt (< 2,29 Å), wird die Bindung als single-well- oder short-strong hydrogen bond charakterisiert.

## Proteine
Low-barrier hydrogen bonds treten in hydrophoben Umgebungen von Proteinen auf. Mehrere Aminosäurereste wirken in einem Ladungsübertragungssystem (auch Protonenrelais genannt) zusammen, um die pKa-Werte der beteiligten Reste zu steuern. LBHB kommen auch auf der Oberfläche von Proteinen vor, sind aber aufgrund ihrer Nähe zu Wasser und den gegensätzlichen Anforderungen starker Salzbrücken an Protein-Protein-Grenzflächen instabil.

### Enzymkatalyse
Es wurde vorgeschlagen, dass low-barrier hydrogen bonds für die Enzymkatalyse unter zwei Umständen relevant sind. Erstens könnte ein LBHB in einem Ladungsübertragungssystem innerhalb eines aktiven Zentrums einen katalytischen Rest aktivieren (z. B. zwischen einer Säure und Base innerhalb einer katalytischen Triade). Zweitens könnte sich während der Katalyse die Bildung eines LBHB bilden, um einen Übergangszustand zu stabilisieren (z. B. mit einem Substratübergangszustand in einem Oxyanion-Loch). Diese beiden Mechanismen sind umstritten, wobei theoretische und experimentelle Beweise dahingehend zwiegespalten sind, ob sie überhaupt auftreten.
Seit den 2000er-Jahren herrscht allgemeiner Konsens darüber, dass LBHB nicht von Enzymen zur Unterstützung der Katalyse verwendet werden. Es wurde jedoch im Jahr 2012 vorgeschlagen, dass LBHB an der Bindung von Phosphaten gegenüber von Arsenaten im Phosphat-Transportsystem (trotz arsenatreicher Umgebung) beteiligt ist. Dieser Befund könnte auf die Möglichkeit hinweisen, dass LBHB in sehr seltenen Fällen eine katalytische Rolle bei der Auswahl der Ionengröße spielen.